# Jonathan Khemdee
Jonathan Khemdee (Tiếng Thái: โจนาธาร เข็มดี, RTGS:  Chonathan Khemdi , phát âm [t͡ɕōː.nāː.tʰāːn kʰěm.dīː] ; sinh ngày 9 tháng 5 năm 2002) là một cầu thủ bóng đá mang 2 dòng máu Thái Lan - Đan Mạch, hiện thi đấu ở vị trí trung vệ cho Câu lạc bộ Thai League 1 Ratchaburi. Anh đại diện cho Đội tuyển bóng đá U-23 quốc gia Thái Lan.

## Sự nghiệp câu lạc bộ

### OB
Vào ngày 10 tháng 3 năm 2021, Khemdee có trận ra mắt với OB trong trận tứ kết Cúp bóng đá Đan Mạch 2020–21 trước Midtjylland.  Anh ký hợp đồng chuyên nghiệp đầu tiên với câu lạc bộ vào tháng 7 năm 2021.  Vào ngày 21 tháng 11 năm 2022, OB và câu lạc bộ hiện tại Næstved đã đưa ra tuyên bố chấm dứt hợp đồng với sự đồng ý của cả hai bên.

### Ratchaburi
Vào ngày 21 tháng 1 năm 2023, có thông báo rằng Ratchaburi ký hợp đồng với Khemdee, ra mắt trước người hâm mộ tại Dragon Solar Park trong trận ra mắt 2022–23 Thai League 1, trận lượt về với Khonkaen United.

## Sự nghiệp quốc tế
Khemdee sinh ra ở Thái Lan và lớn lên ở Đan Mạch. Anh ấy là người gốc Thái Lan và Đan Mạch.  Ngày 15 tháng 10 năm 2021, Khemdee được triệu tập vào đội tuyển U23 quốc gia Thái Lan tham dự vòng loại Giải vô địch bóng đá U-23 châu Á 2022.

### Bàn thắng quốc tế

#### U-23 Thái Lan
| Khemdee – bàn thắng cho U23 Thái Lan | Khemdee – bàn thắng cho U23 Thái Lan | Khemdee – bàn thắng cho U23 Thái Lan           | Khemdee – bàn thắng cho U23 Thái Lan | Khemdee – bàn thắng cho U23 Thái Lan | Khemdee – bàn thắng cho U23 Thái Lan | Khemdee – bàn thắng cho U23 Thái Lan | Khemdee – bàn thắng cho U23 Thái Lan |
| #                                    | Ngày                                 | Địa điểm                                       | Đối thủ                              | Tỉ số                                | Kết quả                              | Giải đấu                             |                                      |
| ------------------------------------ | ------------------------------------ | ---------------------------------------------- | ------------------------------------ | ------------------------------------ | ------------------------------------ | ------------------------------------ | ------------------------------------ |
| 1.                                   | 22 tháng 3 năm 2023                  | Sân vận động Hamad bin Khalifa,Doha, Qatar     | Ả Rập Xê Út                          | 2–2                                  | 2–2                                  | Cúp Doha 2023                        |                                      |
| 2.                                   | 25 tháng 3 năm 2023                  | Sân vận động Abdullah bin Khalifa, Doha, Qatar | Qatar                                | 0–1                                  | 0–1                                  | Cúp Doha 2023                        |                                      |

## Thành tích
U23 Thái Lan
- SEA Games  Huy chương bạc: 2021, 2023